# Europejski Komisarz ds. obrony i przestrzeni kosmicznej

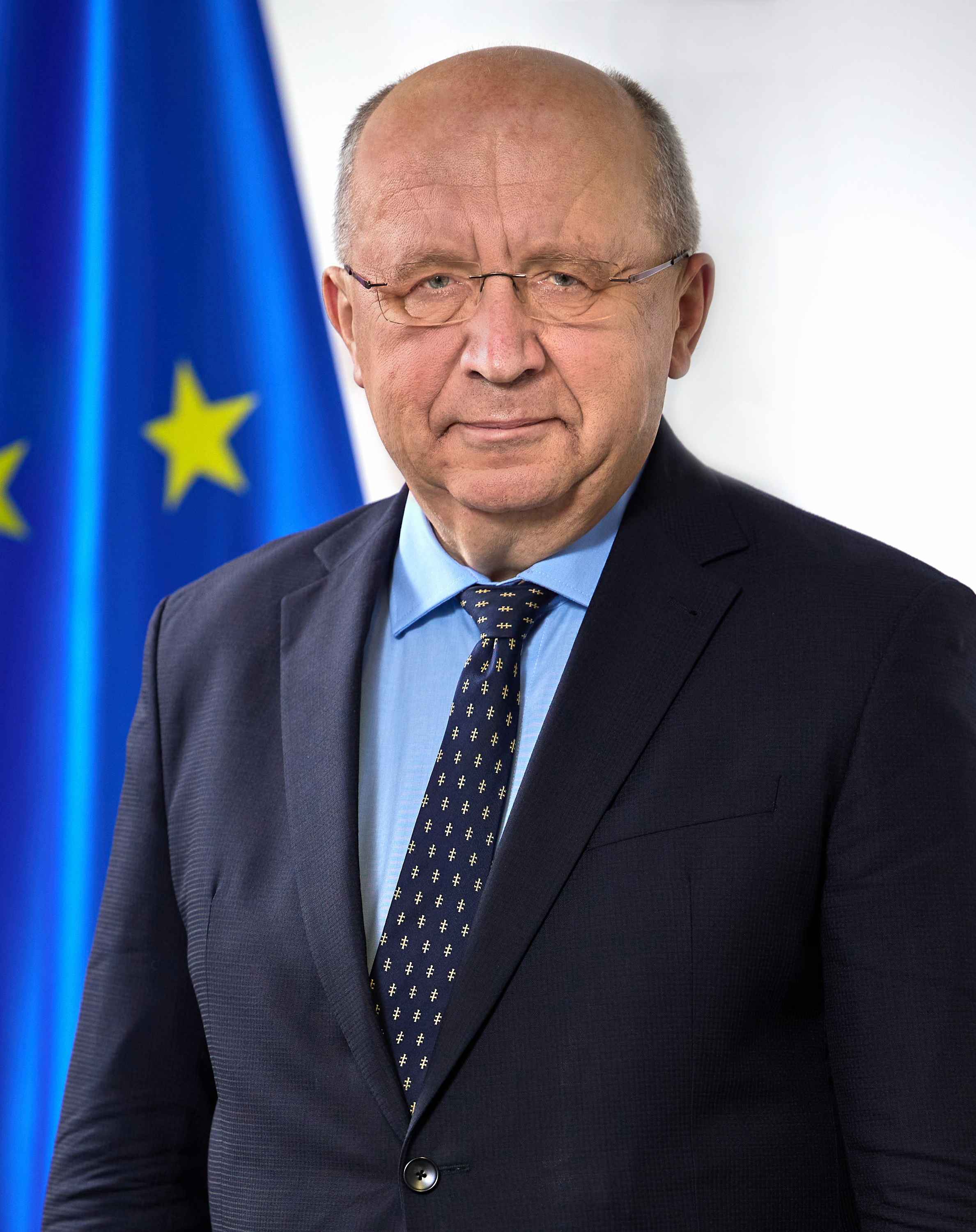
Europejski Komisarz ds. obrony i przestrzeni kosmicznej – Andrius Kubilius

Europejski Komisarz ds. obrony i przestrzeni kosmicznej – członek Komisji Europejskiej. Odpowiedzialny za politykę w zakresie obrony, bezpieczeństwa i przestrzeni kosmicznej w Unii Europejskiej. Stanowisko obejmuje nadzór nad rozwijaniem zdolności obronnych państw członkowskich, wspieraniem współpracy przemysłu obronnego oraz rozwojem programów kosmicznych, takich jak Galileo i Copernicus. Celem działań komisarza jest zwiększenie strategicznej autonomii UE oraz wspieranie innowacji w sektorach obronnym i kosmicznym. Obecnym komisarzem jest Andrius Kubilius.

## Powstanie stanowiska
Stanowisko europejskiego komisarza ds. obrony i przestrzeni kosmicznej zostało utworzone w odpowiedzi na rosnącą potrzebę wzmocnienia współpracy w zakresie obronności i rozwijania wspólnej polityki kosmicznej. Przyczyniły się do tego dynamicznie zmieniające się wyzwania geopolityczne oraz strategiczne ambicje UE w zakresie wspólnego bezpieczeństwa i technologii kosmicznych.

## Zakres obowiązków
Europejski Komisarz ds. obrony i przestrzeni kosmicznej odpowiada za:
- rozwój i realizację polityki obronnej UE, w tym programów Europejskiego Funduszu Obronnego,
- wspieranie współpracy między państwami członkowskimi w zakresie zdolności obronnych,
- koordynację inicjatyw związanych z przemysłem zbrojeniowym i technologii obronnych,
- nadzór nad unijnymi programami kosmicznymi, takimi jak Galileo (system nawigacji satelitarnej) oraz Copernicus (program obserwacji Ziemi),
- zwiększanie konkurencyjności europejskiego sektora kosmicznego,
- wzmacnianie pozycji Unii Europejskiej jako globalnego lidera w dziedzinie bezpieczeństwa i eksploracji przestrzeni kosmicznej.

## Lista komisarzy
|   | Komisarz         | Lata    | Komisja          |
| - | ---------------- | ------- | ---------------- |
| 1 | Andrius Kubilius | od 2024 | von der Leyen II |